# Relaciones Jamaica-Venezuela
Las relaciones Jamaica-Venezuela son las relaciones internacionales formadas entre Jamaica y Venezuela.

## Antecedentes
Durante la guerra de independencia de Venezuela, Simón Bolívar llegó a Jamaica el 14 de mayo de 1815 en el buque La Découverte desde Nueva Granada, donde escribió la Carta de Jamaica el  6 de septiembre de 1815 en la cual justificaba la rebelión de los criollos, llamaba a la lucha para la independencia, y exponía el proyecto de Francisco de Miranda de confederación de Colombia.
Sin embargo, la situación de Bolívar en Jamaica llegó a ser bastante tensa. Salió ileso de un intento de asesinato, porque se vio obligado ese día a mudarse de su pensión por falta de dinero. El gobierno británico no quería comprometerse a darle un apoyo abierto, y los españoles intentaban asesinarle. Bolívar decidió trasladarse a un país más seguro donde pudiera organizar una expedición, viajando hacia Haití.

## Historia
El 6 de noviembre de 1997, el embajador de Venezuela en Jamaica, Alfredo Vargas, fue asesinado en su apartamento en Kingston. Para entonces, la policía declaró que no había indicios de robo y que seguía investigando el motivo del ataque.
Jamaica estuvo entre los diez países de Centroamérica y el Caribe que suscribieron el Acuerdo Energético de Caracas el 19 de octubre de 2000, en el cual Venezuela vendería petróleo bajo condiciones preferenciales de pago, algunas de las cuales serían un año de gracia y quince años de crédito, con 2% de tasa de interés anual.